# آجدي
عقدة أو أجدة أو آجدي (بالفرنسية: Agde)‏، (تنطق:(aɡd(ə))، هي بلدية فرنسية في الحي القديم، في جنوب فرنسا. إنها ميناء قناة البحر الأبيض المتوسط.

## توأمة
لآجدي اتفاقيات توأمة مع:
- أنتقيرة